# دریچبورگ
دریچبورگ (انگلیسی: Derichebourg) شرکت خدمات فرانسوی است، که در سال ۲۰۰۷ تأسیس شد.